# زهير الصقلبي
أبو القاسم زهير الصقلبي عماد الدولة حاكم طائفة ألمرية إحدى ممالك الطوائف التي ضمت ألمرية ومرسية وأعمالهما خلفًا لخيران الصقلبي في جمادى الآخرة 419 هـ، وحتى مقتله في شوال 429 هـ.

## سيرته
كان زهير من الفتيان الصقالبة الذين استجلبهم العامريون لخدمتهم، وعُرفوا بالفتيان العامريين، والذين فرّوا إلى شرق الأندلس، بعد مقتل عبد الرحمن شنجول آخر المتسلطين على الدولة الأموية في الأندلس في عام 399 هـ. وبعد أن أسس خيران الصقلبي دولته في ألمرية، جعل من زهير نائبًا له على مرسية وأريولة. في عام 417 هـ، توجه زهير مع خيران العامري إلى قرطبة، وألّبا أهلها على الحموديين، ونجح أهل قرطبة في الإطاحة بحكم الخليفة يحيى المعتلي بالله الحمودي.
وبعد وفاة خيران في جمادى الآخرة 419 هـ، اختاره الفتيان العامريون لخلافته، فانتقل إلى ألمرية. ومع بداية عهده، غزا مجاهد العامري مدينة مرسية، وتركها بعد أن غنم منها، وأسر نائبه على المدينة أبي بكر بن طاهر. حافظ زهير على علاقات طيبة مع جيرانه بني حمود أصحاب مالقة، وبني زيري أصحاب غرناطة، كما كان حريصًا على مشاورة علماء الدين في شئون دولته.
وبعد وفاة صديقه حبوس بن ماكسن صاحب غرناطة، وتولي ابنه باديس عام 428 هـ، راسل باديس زهير، يدعوه لتجديد التحالف الذي كان بينه وبين أبيه. غير أن زهير استمع إلى وزيره أحمد بن عباس الذي أقنعه باستغلال وفاة حبوس ومهاجمة غرناطة، فخرج زهير بقواته ومعه وزيره في شوال 429 هـ لغزو غرناطة. وسار زهير حتى وصل إلى قرية ألفنت شمال غرناطة. استقبل باديس زهير، وتحاورا محاورة أساء فيها زهير إلى باديس بالقول، فعاد باديس إلى غرناطة، وقد قرر الحرب. أعد باديس كمينًا لجيش زهير، كما هدم قنطرة في مؤخرة جيش زهير ليقطع عليه طريق الهرب. ثم هاجم جيش صنهاجة زهير وقواته، ووقعت معركة كبيرة انتهت بمقتل زهير ومعظم قواته، وأسر وزيره ابن عباس الذي قتله باديس بعد فترة بيده، كما غنم باديس من تلك المعركة الكثير. استغل باديس أيضًا الموقف، واستولى على جيان وأعمالها.
وبعد وفاة زهير، قدّم أهل ألمرية شيخهم أبي بكر الرميمي لخلافته. وقد ترك زهير من الأعمال توسعة لمسجد ألمرية، وبناء مسجد جديد في بجانة.